# Палинологија
Палинологија је биолошка и геолошка дисциплина која проучава савремени и фосилни полен, палиноморфе (споре, цисте динофлагелата, акритархе, хитинозое и сколекодонте), као и партикулисани органски материјал (ПОМ) и кероген из седиментних стена и минерала.